# Contacto Vecinal TV
El canal Contacto Vecinal TV (CVTV) es un canal de televisión regional venezolana de carácter comunitario. El canal fue creado en febrero de 2001 y puede ser visto por la comunidad de Zuata en el Municipio José Félix Ribas del estado venezolano de Aragua por el canal 59 en la frecuencia UHF. Tallulat Henriquez es el legal representante de este canal.
Por ahora, Contacto Vecinal TV no tiene página web.